# Бертхолд II фон Дисен
Бертхолд II фон Дисен (на немски: Berchtold II Graf v.Diessen; * ок. 1000 в Горен Изар; † сл. 16 май 1060) е 1024 г. граф на Дисен, граф на Горен Изар, граф на Андекс, катедрален фогт на Регенсбург.

## Произход
Той е най-големият син на граф Фридрих фон Васербург/Фридрих II фон Дисен († ок. 1030), господар на Васербург, и съпругата му Куница (Хемма) фон Йонинген († 1020), дъщеря на херцог Конрад I/II от Швабия († 997) и принцеса Рихлинд от Швабия, дъщеря на херцог Лиудолф от Швабия († 957) от род Лиудолфинги, херцог на Швабия (950 – 954), крал на Италия (956 – 957), най-големият син на император Ото I.
Братята му са Фридрих I фон Регенсбург/или Фридрих II фон Дисен († 1075), граф на Дисен, и Ото I фон Васербург († 1065), граф на Дисен.

## Фамилия
Бертхолд II фон Дисен се жени пр. 1005 г. за фон Хоенварт (* ок. 1030; † декември), дъщеря на Конрад фон Хоенварт († сл. 1005). Те имат децата:
- дъщеря фон Дисен, омъжена за Херман I фон Пойген († ок. 1108)
- дъщеря фон Дисен, омъжена за Буркхард I фон Мозбург († сл. 1060), родители на Бертхолд, архиепископ на Залцбург ((1085 – 1106)
- Ото II фон Волфратсхаузен († ок. 24 април 1122), граф на Танинг (1073), Амбрас-Дисен (1078 – 1093), Волфратсхаузен (1098 – 1116), женен I. за маркграфиня Юстиция Австрийска (* сл. 1160; † 30 януари 1120/1122), II. Аделаида фон Регенсбург, родители на Хайнрих I фон Волфратсхаузен, епископ на Регенсбург (1132 – 1155)
- Бертхолд III фон Андекс (* ок. 1058 в Андекс, Австрия; † ок. 1095), граф на Андекс, херцог на Мерания, женен сл. 1091 г. за маркграфиня и херцогиня Гизела фон Швайнфурт (* пр. 1058 в Швабия; † 2 февруари 1100)
- Диполд († 19 февруари)
- Конрад фон Язберг (†16 май 10??), хорхер на Дисен